# David Nekrutman
David Nekrutman (in ebraico: דוד נקרוטמן; Brooklyn, 28 novembre 1973) è un teologo, scrittore e editorialista statunitense ebreo ortodosso con cittadinanza israeliana.
È una figura di spicco e un pioniere nel mondo delle relazioni ebraico-cristiane, ed è il direttore esecutivo del Center for Jewish-Christian Understanding and Cooperation (CJCUC) (Centro per la cooperazione e l'intesa ebraico-cristiana), cofondatore dell'iniziativa interreligiosa globale Day to Praise e fondatore di l'organizzazione umanitaria Blessing Bethlehem. Nekrutman è attualmente direttore esecutivo e co-fondatore di The Isaiah Projects, un ministero dedicato ad aiutare i cristiani a scoprire le radici ebraiche della loro fede. Inoltre, Nekrutman è un editorialista che ha scritto per The Jerusalem Post, Charisma Magazine e The Times of Israel.

## Biografia
David Nekrutman è nato il 28 novembre 1973 a Brooklyn, New York, da Natalie (nata Bell) e Allen Nekrutman. È il fratello minore di Joseph Nekrutman. Durante gli anni delle elementari e delle superiori, Nekrutman ha frequentato una Yeshiva.
Nekrutman ha conseguito una laurea in psicologia forense presso il John Jay College of Criminal Justice e un master in lavoro sociale presso l'Università della Pennsylvania. Nel 2013, Nekrutman è stato ammesso al programma di teologia della Oral Roberts University, conseguendo un Master of Arts in Biblical Literature, con una specializzazione in studi giudaico-cristiani. Nel maggio 2018, Nekrutman è diventato il primo ebreo ortodosso a laurearsi presso la Oral Roberts University con un master in studi cristiani.

### Relazioni ebraico-cristiane
All'inizio degli anni 2000, prima di lavorare con il CJCUC, Nekrutman ha servito inizialmente come Direttore degli affari politici, e in seguito come Direttore degli affari cristiani, per il Consolato generale di Israele a New York, posizione che ha acquisito dopo aver partecipato a una "Notte cristiana" per celebrare Israele "in una chiesa della comunità locale a Brooklyn. Inizialmente Alon Pinkas, che era il capo di Nekrutman al consolato, avrebbe dovuto prendere parte all'evento, ma una situazione di emergenza in Israele in quel momento gli ha impedito di andare, e ha chiesto a Nekrutman di prendere il suo posto. Dopo aver chiamato il suo rabbino, Gerald Meister, Nekrutman ha ricevuto la dispensa necessaria per partecipare all'evento nella chiesa.
Dopo aver partecipato all'evento, Nekrutman è stato successivamente avvicinato da Pinkas e dal suo direttore degli affari dei media, Ido Aharoni, e ha informato che stanno cambiando il suo portfolio da Direttore degli affari politici a Direttore degli affari cristiani. Dopo aver esitato sul fatto che volesse o meno accettare la posizione, Nekrutman si rivolse ancora una volta al rabbino Meister, il quale gli disse che gli era stata affidata una sacra responsabilità e che poteva seguire due strade: " Teologia del patto ", in cui sia la comunità ebraica che quella cristiana credono di essere alleate; o tramite un "Momento Kodak" e ottenere la sua foto scattata sul giornale. Meister ha detto a Nekrutman che preferiva optare per la prima opzione. Quindi, alla fine, David ha accettato la posizione. Mentre prestava servizio come Direttore degli affari cristiani, è stato determinante nel lancio della Giornata di preghiera per la pace di Gerusalemme, The Israel Experience, The Christian Jerusalem Day Banquet e The Watchman on the Wall, con il risultato che milioni di cristiani pregarono e sostesero Israele e il popolo ebraico.

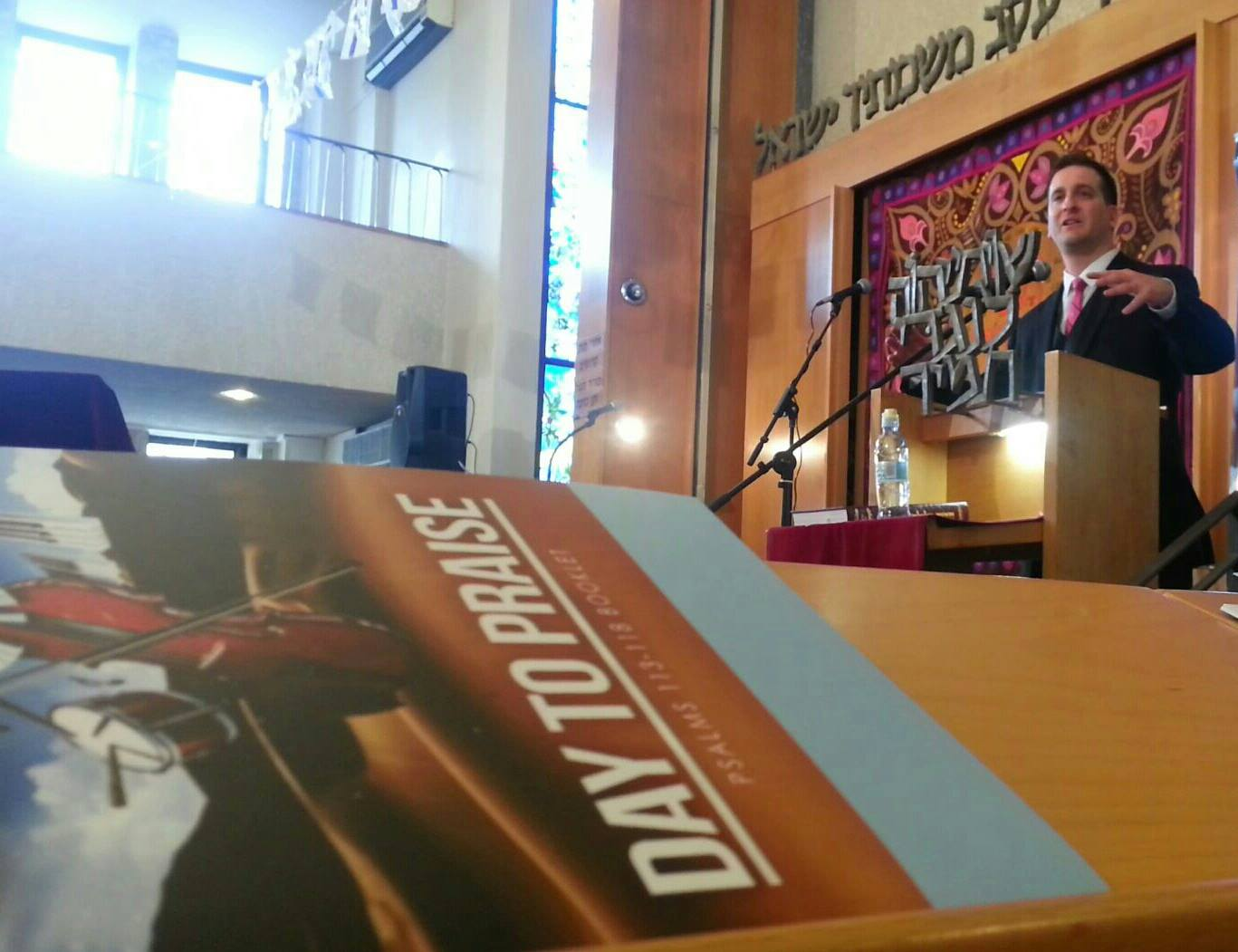
David Nekrutman parla all'evento centrale Day to Praise alla sinagoga "HaZvi Israel" a Gerusalemme, 23 aprile 2015.

### CJCUC
Dal 2008, Nekrutman dirige il Center for Jewish-Christian Understanding and Cooperation, CJCUC, un'istituzione educativa presso la quale i cristiani che visitano Israele possono studiare la Bibbia ebraica con i rabbini ortodossi e conoscere le radici ebraiche. Il centro è stato fondato a Efrat nel 2008 da Riskin, che si è sviluppato una reputazione come "il più importante portavoce rabbinico dei sionisti cristiani". CJCUC collabora con le principali organizzazioni interreligiose cristiane come i cristiani uniti per Israele e l'ambasciata cristiana internazionale di Gerusalemme. La sua missione è radicata in Isaia 1:18: "Vieni ora, ragioniamo insieme, dice il Signore".
Nel 2011, Nekrutman ha parlato ai cristiani coreani in una manifestazione pro-Israele tenutasi a Seul. È anche stato il primo ebreo ortodosso a parlare alla conferenza della Chiesa di Dio in Cristo (COGIC) e discutere l'importanza di visitare Israele. Nell'aprile 2012 è stato il relatore principale al primo evento internazionale del CUFI a Nairobi, dove hanno partecipato oltre 1 500 africani per sostenere Israele.
Nel 2013, Nekrutman, è stato accettato nel programma online Graduate Theology della Oral Roberts University.
Nell'ottobre 2013, Nekrutman ha pubblicato un controverso appello per ottenere fondi da ebrei per sostenere l'acquisto di un sito permanente per la chiesa arabo-cristiana del pastore Steven Khoury.
In un articolo del settembre 2015 per The Times of Israel, Nekrutman ha fatto appello al Ministero dell'Istruzione israeliano per quanto riguarda i tagli al budget e la parità di finanziamento per le scuole cristiane in Israele, citando questi tagli al budget come "danno collaterale" di questioni politiche interne e affermando che questi le questioni "non dovrebbero mai opprimere le minoranze". Successivamente, insieme alla Fondazione Pave the Way (PTWF) e al Galilee Center for Studies in Jewish-Christian Relations (CSJCR), il CJCUC ha avviato una campagna internazionale sollecitando il Primo Ministro israeliano e il Ministero dell'Istruzione a salvare l'istruzione cristiana.
Nel 2018, dopo il ritiro del rabbino Shlomo Riskin, David Nekrutman ha assunto la guida di tutte le attività della CJCUC.

### Day to Praise
Nell'aprile 2015, Nekrutman insieme al Cancelliere e Fondatore della CJCUC, Shlomo Riskin, ha lanciato l'iniziativa globale Day to Praise. L'iniziativa prese forma in un evento annuale in Yom Ha'atzmaut ( il 14 maggio, il Giorno dell'Indipendenza di Israele) in cui i cristiani di tutto il mondo sono chiamati e invitati dal rabbino Riskin a recitare l' Hallel (Salmi 113-118) con il popolo ebraico in una celebrazione per lodare Dio per lo Stato di Israele.

### Blessing Bethlehem
Nell'autunno del 2016, Nekrutman insieme al direttore associato della CJCUC, Rabbi Pesach Wolicki, ha fondato Blessing Bethlehem, un'iniziativa con lo scopo di fornire aiuti umanitari agli arabi cristiani perseguitati e impoveriti di Betlemme e alle comunità circostanti.

### The Isaiah Projects
Nel 2022, Nekrutman, insieme a Janet Cain, al pastore Donna Taylor e a Marsha Conrad ha fondato The Isaiah Projects, un ministero dedicato ad aiutare i cristiani a scoprire le radici ebraiche della loro fede. L'organizzazione si concentra su tre argomenti principali; il primo è lo Shabbat (il Sabbath) come movimento, il suo adempimento della profezia messianica e come può essere adottato e incorporato nella propria vita. Il secondo è la creazione di risorse scritte sulle radici ebraiche del cristianesimo. E il terzo è la fornitura di pacchi alimentari e aiuti umanitari a chi è nel bisogno.

## Libri
- Nekrutman, David (2020). Il tuo invito al sabato: The End Times & You
- Nekrutman, David (2024). Il tuo invito al sabato: Decodificare le Scritture usando metodi ebraici antichi - Studio della comunione biblica domestica
- Nekrutman, David (2025). Biblical Excavations Volume 1: For Such A Time: A Study of Esther 4:14 & The Greatest Commandment
- Nekrutman, David (2025). Biblical Excavations Volume 2: First Fruits: A Thanksgiving Study & My Book Of Hebrew Letters